# Incidente entre Luis Suárez y Patrice Evra
El incidente de abuso racial entre el fútbolista uruguayo del Liverpool Luis Suárez y el fútbolista francés del Manchester United Patrice Evra sucedió durante un partido de Premier League entre ambos clubes disputado el 15 de octubre de 2011. La comisión de The Football Association creada para investigar el caso encontró a Suárez responsable de inferir insultos de índole racial a Evra. Suárez fue suspendido ocho fechas.

## Incidente y sanción
El incidente se dio el 15 de octubre de 2011, durante el clásico inglés válido por la 8.ª fecha de la temporada 2011/12 de la Premier League. Un día después del partido, Evra declaró al diario británico The Guardian que Suárez le había dicho la palabra «negro» al menos diez veces y que habría cámaras que comprobarían ese hecho. Sin embargo, la cadena televisiva Sky Sports, la cual transmitió el partido no pudo mostrar las pruebas televisivas que demostraran fehacientemente los insultos racistas a los que el jugador de Mánchester se estaba refiriendo.
A pesar de estos antecedentes, la Asociación de Fútbol de Inglaterra (FA por sus siglas en inglés) anunció el mismo día que investigaría el suceso a partir del informe que envió el árbitro del encuentro. Por su parte Suárez se mostró molesto con las acusaciones en su contra, negando rotundamente que los hechos relatados por Evra hubieran tenido lugar. Dos días después del partido Alex Ferguson, entrenador de Manchester United, comunicó oficialmente que Evra tenía deseos de continuar la demanda por el racismo.
La FA comunicó, cercano a un mes de transcurrido el partido, que acusaba formalmente a Suárez de «proferir insultos y/o palabras insultantes y/o de tener un comportamiento con respecto al jugador Patrice Evra, del Manchester United, contrario a las normas de la FA». El mismo día en que la FA emitió el comunicado, el club de Liverpool informó que Suárez se declararía inocente ante las acusaciones y que éste estaba decidido a limpiar su nombre. 
La audiencia disciplinaria para determinar la culpabilidad o inocencia de Suárez comenzó el 14 de diciembre del mismo año, teniendo una duración total de 6 días. En la audiencia, el juez del partido declaró que sí había tenido lugar una discusión entre ambos jugadores. Finalmente, el 20 de diciembre, la FA tomó la decisión de suspender a Suárez por 8 partidos y aplicarle una multa de 40.000 libras esterlinas. Además, dio un plazo de 2 semanas para apelar a una reducción de la sentencia. Una vez conocida la sentencia, Liverpool se mostró "furioso" con la FA, como lo denominaron diversos medios de Inglaterra tales como The Guardian y The Times.

## Segundo incidente
El 11 de febrero de 2012 por la 25.ª fecha de la Premier League, Liverpool enfrentaría nuevamente al Manchester United en Old Trafford, donde Suárez y Patrice Evra tendrían un nuevo altercado. En la ceremonia previa al partido, durante el apretón de manos entre ambos equipos, Suárez le negó el saludo a Evra y seguiría saludando a los jugadores del equipo de Mánchester. El franco-senegalés, enojado, le tomó el brazo a Suárez en señal de protesta, pero el delantero uruguayo siguió saludando a los demás jugadores. Al ver esta acción el jugador del Manchester United, Rio Ferdinand, le negaría el saludo a Suárez.
El partido transcurrió sin ninguna otra controversia durante el primer tiempo. Sin embargo, según el diario Marca, en el entretiempo Evra habría supuestamente tratado de agredirle por la espalda, siendo retenido por Skrtel, Agger y Kuyt. En el segundo tiempo tampoco se detectaron hostilidades entre ambos jugadores. Mánchester terminaría ganando el encuentro y, al terminar de jugarse el partido, el jugador franco-senegalés continuaría la polémica, yendo a festejar el triunfo de su equipo al lado de Suárez, sus compañeros del Liverpool fueron a increparlo rápidamente. El entrenador del Manchester United Alex Ferguson se mostró molesto con el jugador sudamericano, a pesar de las acciones que realizó Evra al finalizar el encuentro, declarando: «Suárez es una vergüenza para el club de fútbol de Liverpool, y no debería volver a jugar por él. El club de fútbol de Liverpool tiene un jugador castigado durante ocho partidos y están tratando de culpar a Patrice Evra. Es a él a quien deberían culpar». Dichas declaraciones del técnico escocés causaron críticas en algunos medios de prensa, los cuales acusaron al veterano entrenador de «ser parcial» al momento de hacer sus declaraciones pues, en el pasado, jugadores del club de Mánchester también se vieron envueltos en polémicas y acciones de la misma índole; sin embargo, Ferguson nunca criticó, ni mencionó tales hechos. Para zanjar la polémica, Suárez pediría disculpas públicas, pero manteniendo la postura de que él siempre tuvo la intención de estrechar la mano a su adversario.